# Sigrún

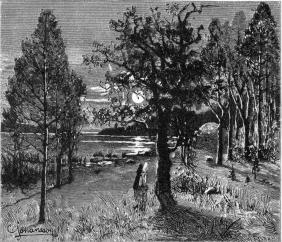
Sigrún esperando en el túmulo de Helgi.

Sigrún (del nórdico antiguo: runa de la victoria) es una valquiria de la mitología nórdica. Su historia es relatada en Helgakvida Hundingsbana I y Helgakvida Hundingsbana II, en la Edda poética. El editor original comenta que se trataba de Sváva renacida.
El héroe Helgi Hundingsbane se encuentra con ella cuando esta lideraba un grupo de nueve valquirias:
| 15. Þá brá ljóma af Logafjöllum, en af þeim ljómum leiftrir kómu, - hávar und hjalmum á Himinvanga, brynjur váru þeira blóði stokknar, en af geirum geislar stóðu. | 15. Luego brilló luz desde Logafjoll, Y de la luz los destellos saltaban; - Alto con las riendas en los campos del cielo; Sus cotas todas de sangre estaban rojas, Y de sus lanzas las chispas volaban. |  |

Los dos se enamoran y Sigrún cuenta a Helgi que su padre Högni la ha prometido a Höðbroddr, el hijo del rey Granmarr. Helgi invade el reino de Granmar y mata a todos los que se oponen a su relación con Sigrún. Solo deja vivo a Dagr, hermano de Sigrún, con la condición de que jure lealtad a Helgi.
Dagr, sin embargo, está obligado por honor a vengar la muerte de sus hermanos, y luego de haber convocado a Odín, el dios le da una lanza. En un lugar llamado Fjoturlund, Dagr mata a Helgi y regresa con su hermana para contarle lo sucedido. Sigrún pone a Dagr bajo una poderosa maldición que le obliga a vivir en los bosques alimentándose de carroña.
Helgi es colocado en un túmulo, pero regresa del Valhalla una última vez para pasar una noche junto a su amada.
Sigrún muere de forma temprana de tristeza, pero renace nuevamente como una valquiria. En su próxima vida, ella es Kára y Helgi es Helgi Haddingjaskati, cuyas historias se relatan en Hrómundar saga Gripssonar.